# Andrew Garman
Andrew Garman est un acteur américain.

## Filmographie

### Cinéma
- 2003 : Together Alone : Henry
- 2004 : Ode to Elaina : Demitri
- 2004 : Groomed : Henry
- 2004 : Simple Revenge : Jim Mitchell
- 2005 : Breakfast Served All Day : Barry
- 2005 : Celamy : Papa
- 2007 : Alone With You : Mike
- 2007 : It's About Ugliness : Rick Rugat
- 2008 : Wilderness : Robert
- 2009 : Julia et Julia : John O'Brien
- 2009 : Freegan Love : Him
- 2014 : The Sisterhood of Night
- 2017 : South Dakota : un sans-abris
- 2019 : Deadcon : Sam
- 2022 : My Love Affair with Marriage : un Estonien
- 2023 : Winter Break : Dr Hardy Woodrup
- 2023 : Avant que le monde ne s'enflamme : Dean Johnson
- 2025 : In Transit : Hugh

### Télévision
- 1989 : Haine et Passions : Whitehall (1 épisode)
- 2006 : Conviction : Kyle Paulette
- 2007 : New York, police judiciaire : Scott Jepson
- 2009 : New York, section criminelle : Crampton (1 épisode)
- 2010 : Mercy Hospital : Dr Reed (2 épisodes)
- 2017 : Madam Secretary : Wayne (2 épisodes)
- 2020 : Search Party : un prêtre (1 épisode)
- 2022 : New York, unité spéciale : Tony Peters (1 épisode)
- 2023 : Faux-semblants : le leader du groupe (3 épisodes)